# Dieta di Roncaglia

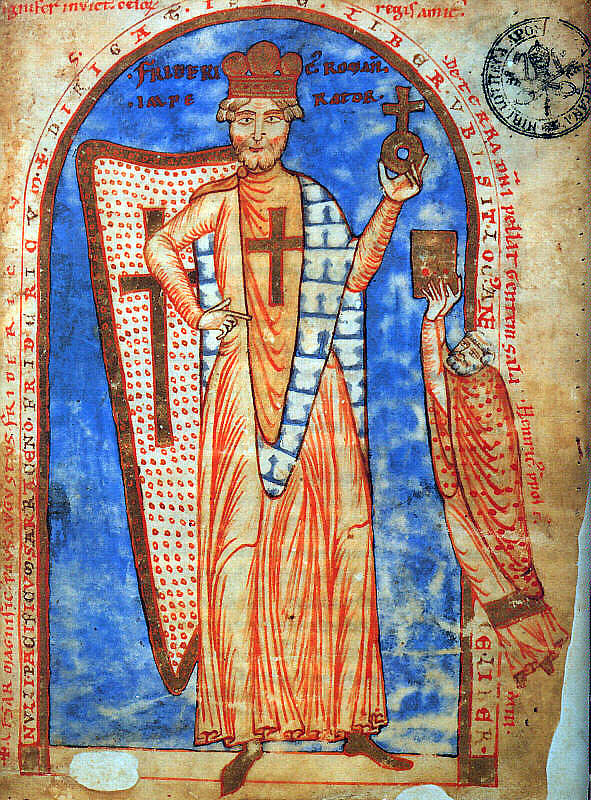
Federico I del Sacro Romano Impero. miniatura da un manoscritto del 1188, Biblioteca apostolica vaticana.

Col nome di dieta di Roncaglia si denominano i due convegni che Federico I Barbarossa convocò, rispettivamente nel dicembre 1154 e nel novembre 1158, nei pressi della città di Piacenza, allo scopo di rivendicare la supremazia del potere imperiale secondo il corpus iuris civilis, nel quale il volere dell'imperatore assumeva funzione di potere legislativo in analogia alla massima ulpianea quod principi placuit legis habet vigorem.
Obiettivo imperiale era il contrasto dei poteri e del prestigio crescente dei comuni su quello feudale, situazione che si poneva come vero e proprio atto di sostituzione del diritto imperiale in favore di quello comunale.
Ai due convegni presero parte, oltreché i rappresentanti imperiali, delegati delle autorità comunali, in alcuni casi gli stessi consoli, emissari papali, prelati e feudatari tedeschi e giudici.

## Contesto
Nella località di Roncaglia, situata nelle vicinanze del corso del fiume Po nei pressi della città di Piacenza, si tennero, già a partire dalla fine del X secolo diverse diete convocate da imperatori o loro vicari, soppiantando, grazie alla posizione strategica all'incrocio tra diverse vie di comunicazione, sia stradali che fluviali e alla relativa semplicità di accampamento, in questa funzione la città di Pavia, dove erano state tenute diverse diete in epoca altomedievale quando la città aveva svolto il ruolo di capitale del regno longobardo.
La prima dieta tenutasi presso Roncaglia venne convocata dall'imperatore Ottone III nel 996; in seguito anche gli imperatori Enrico II il Santo, Enrico III il Nero, Enrico V di Franconia e Lotario II di Supplimburgo vi tennero delle diete, alle quali si aggiunsero diete tenute da vicari imperiali, ma anche dagli arcivescovi di Milano.
L'effettiva identificazione della località Roncaglia che ospitò le diete è oggetto di dibattito: secondo alcune ricostruzioni esse furono ospitate in quella che sarebbe diventata, poi, Roncaglia, frazione del comune di Piacenza, situata a poco meno di una decina di chilometri a est della città. Secondo altri studi, la località di Roncaglia che ospitò le diete si trovava, invece, a ovest della città, in un'area così chiamata posta su entrambe le sponde del fiume Po compresa tra le località di Cotrebbia, frazione del comune di Calendasco dove si trovava un monastero benedettino, sulla sponda destra del Po, e Roncaglia di Castelnuovo, frazione del comune di Somaglia, sulla sponda sinistra del Po. Questa seconda localizzazione, inizialmente minoritaria rispetto alla prima, sembra essere quella più verosimile, anche per il fatto che in documenti dell'epoca la località venga citata al plurale (Roncaliis, in Roncaleis, in campis Runchalie) favorendone l'identificazione non con una specifica località ma con un'area più ampia che si trovava, con tutta probabilità, interamente in sponda destra del Po fino al 1085, quando, a seguito della rottura degli argini di Sanguineto, il letto del fiume si spostò verso sud, separando l'area.

## Le diete

### Prima dieta di Roncaglia
La prima dieta di Roncaglia fu tenuta dall'imperatore Federico Barbarossa tra il 30 novembre e il 5 dicembre 1154. In questa occasione l'imperatore dispose la restituzione da parte dei comuni delle regalie, i diritti regi che spettavano al detentore del titolo imperiale, che i comuni avevano fatto propri durante la prima parte del XII secolo.
Inoltre, l'imperatore introdusse il divieto di alienazione di un feudo in assenza dell'assenso, ottenuto preventivamente, del maior dominus, ovvero colui al quale il
feudo era stato concesso originariamente, mentre tutte le alienazioni avvenute in precedenza senza questo consenso venivano dichiarate nulle.
Durante il consesso vennero presentate all'imperatore le preoccupazioni dei feudatari e di alcuni comuni, in particolare Pavia, Como e Lodi, nei confronti del potere del comune di Milano; i delegati milanesi offrirono all'imperatore una somma di 4 000 marchi d'argento in cambio del riconoscimento del potere meneghino sulle città di Como e Lodi, proposta che venne, tuttavia, rifiutata. Oltre alle rimostranze nei confronti di Milano furono presentate all'imperatore diverse altre questioni che opponevano i comuni: i pavesi esposero delle recriminazioni nei confronti di Tortona, città schierata a favore dei milanesi con la quale Pavia era in lotta per la giurisdizione di Voghera, mentre le città di Asti e Chieri furono oggetto delle proteste del marchese di Monferrato, il quale sostenne che diversi territori appartenenti al suo dominio fossero stati usurpati dalle due città. In questo contesto il sovrano tentò, senza riuscirci appieno, di svolgere un ruolo di mediazione imparziale tra i diversi comuni in lotta, imponendo loro la pace.
Dopo la dieta l'imperatore si recò per breve tempo nel centro Italia; immediatamente i comuni settentrionali, ignorando le sue disposizioni sulla pace, ripresero le ostilità tra di loro. A seguito di ciò Federico conquistò o distrusse diverse città e castelli del nord Italia, tra cui Asti, Chieri e Tortona, prima di fare ritorno in Germania, senza che le guerre tra comuni accennassero a placarsi.

### Seconda dieta di Roncaglia
(Dieta di Roncaglia, Constitutio de regalibus)
La seconda dieta di Roncaglia, conosciuta anche per antonomasia come la dieta di Roncaglia, venne tenuta dall'imperatore Federico Barbarossa tra l'11 novembre 1158 e l'ultima settimana di quel mese, a seguito della capitolazione di Milano, avvenuta all'inizio del mese di settembre.
In questa occasione Federico convocò un'assemblea a cui parteciparono i delegati delle città comunali, nonché rappresentanti del potere ecclesiastico e della nobiltà feudale. Oltre a loro Federico convocò quattro esperti di diritto, Bulgaro, Martino Gosia, Ugo di Porta Ravegnana e Jacopo, provenienti dallo studium di Bologna che vantava una specializzazione nel campo sullo studio delle leggi imperiali classiche. La loro presenza, probabilmente non decisiva nella stesura di quanto proclamato dal sovrano, fu comunque importante dal punto di vista formale in quanto il potere di Federico veniva riconosciuto non come potere regio, ma come potere imperiale. Il lavoro dei quattro studiosi venne verificato da parte di 28 consiglieri, provenienti da 14 comuni dell'area lombarda.
Con la Constitutio de regalibus l'imperatore avocava a sé le regalie, fornendo un elenco puntuale di tutto ciò che doveva essere assimilato ad esse, elenco che comprendeva porti, fiumi e vie navigabili, il conio delle monete, l'imposizione di tributi, beni vacanti e espropriati, così come le miniere e i palazzi pubblici da destinare a residenza del sovrano. Alle città e ai signori potevano venire concesse da parte dell'imperatore alcune di queste regalie a seguito del versamento di un corrispettivo in denaro e di un giuramento di fedeltà.
Nella stessa seduta fu emanata anche la Constitutio de Pacis, la quale vietava la formazione di leghe e alleanze tra le diverse città, nonché ogni forma di patto privato, anche se stipulato tra cives. La stessa esistenza delle istituzioni comunali veniva riconosciuta dall'imperatore solo nel momento in cui le città accettavano come origine delle istituzioni un'investitura imperiale. Inoltre, all'imperatore veniva assegnato il potere di nomina degli agenti di diritto pubblico in carica nei comuni.
Inoltre, la Omnis iurisdictio venne emanata con lo scopo di ripristinare il sistema gerarchico feudale secondo il quale l'imperatore, unica figura a detenere giurisdizione e poteri coercitivi, era responsabile della nomina dei giudici, i quali, a loro volta, erano tenuti ad un giuramento nei confronti del sovrano. Infine, fu, in aggiunta, stabilito il diritto al prelievo, a seconda dello stato di necessità, di beni in natura che potessero occorrere al sovrano in caso di viaggio o per il suo esercito in marcia.
Secondo alcuni storici, nella stessa occasione venne emanata un’ulteriore costituzione imperiale, la Authentica Habita, che concedeva agli studenti e ai docenti bolognesi una serie di privilegi e che costituisce la prima testimonianza di un’organizzazione di stampo corporativistico all’interno dello Studium.
Gli atti della dieta vennero formalmente ratificati dai comuni, tuttavia già dopo pochi mesi, dopo che nel gennaio 1159 l'imperatore aveva inviato invano a Milano una delegazione per la nomina di un podestà che andasse a sostituire i consoli, figura prevista dalla dieta, ma in aperto contrasto con la pace firmata dai milanesi nel settembre dell'anno precedente, poco dopo la Pasqua le ostilità tra i comuni del nord Italia e il Sacro Romano Impero ripresero, inasprendosi, con il coinvolgimento anche del Papa che in seguito avrebbe scomunicato l'imperatore, fino al 1162, anno in cui Milano venne distrutta al termine di un lungo assedio.